# Gurkha LAPV

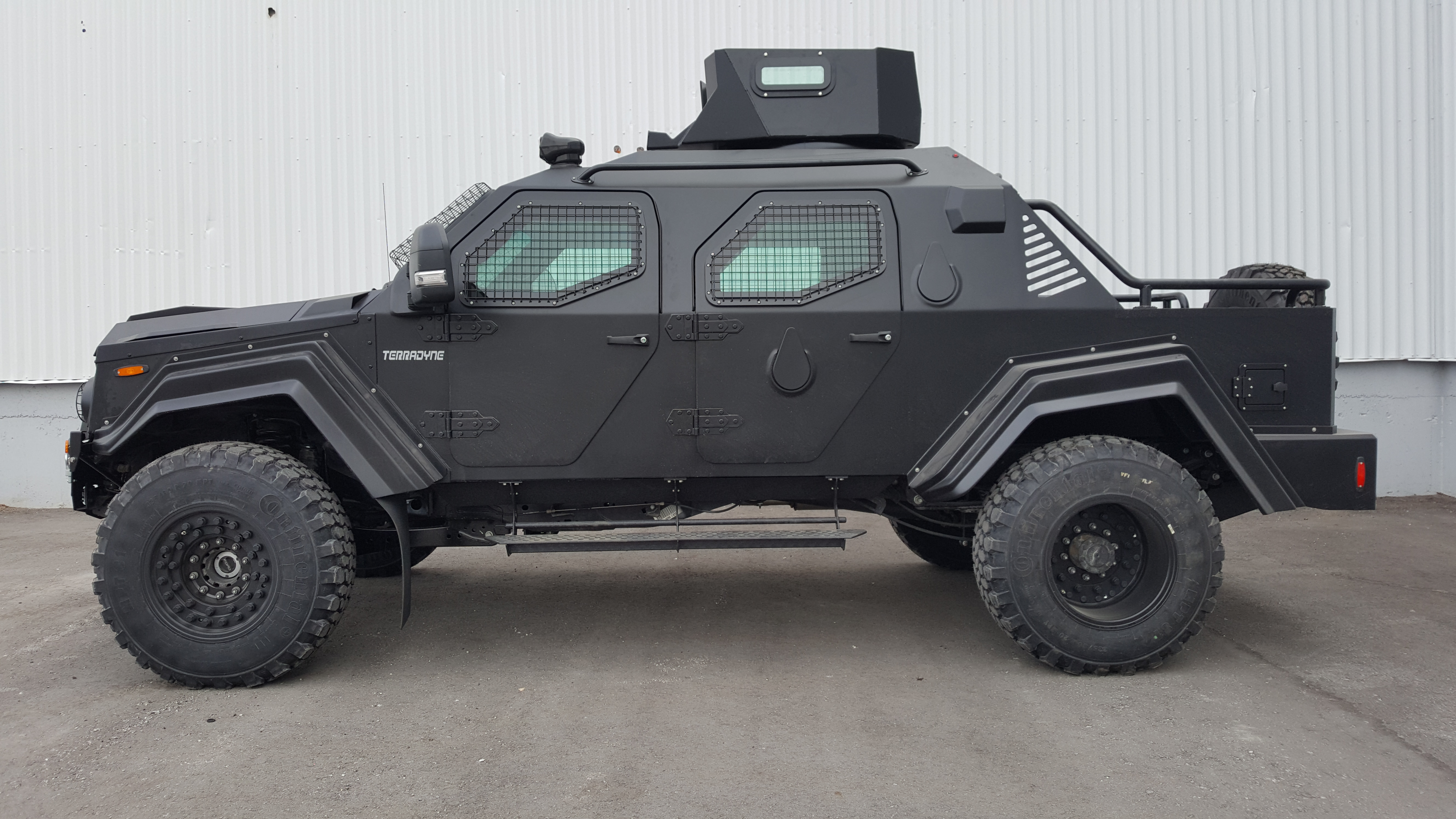
Terradyne Gurkha

Das Light Armoured Patrol Vehicle (LAPV) Gurkha ist ein Militärfahrzeug, das zur Fahrzeuggattung leichter allradgetriebener, geschützter Patrouillenfahrzeuge gehört. Der Schutz entspricht der NATO-Richtlinie STANAG 4569 Level 3 bzw. der CEN B7. Das Fahrzeug wird vom Hersteller Terradyne Armored Vehicles mit Sitz in Toronto, Ontario, Kanada produziert.

## Technik
Das LAPV Gurkha wird auf der Basis des Ford (USA) F550 Pick Up hergestellt. 
Angetrieben wird es durch einen Ford (USA)-V8-Diesel mit 6,4 Litern Hubraum (Herstellerbezeichnung: Power Stroke V8 DI Turbo Diesel). Die Leistung wird mit 330 bhp, rund 246 kW bzw. 334 PS angegeben. Er ist verbunden mit einem sechsstufigen Automatikgetriebe.

### Technische Daten
- Sitzplätze: 2 + 6
- Radstand: 3581 mm
- Höhe (ohne Sonderaufbauten): 2457 mm
- Länge: 5664 mm
- Breite: 2387 mm
- Gesamtgewicht: 8618 kg
- Höchstgeschwindigkeit: 155 km/h
- Tankinhalt: 151 Liter, daraus resultiert eine Reichweite von bis zu 600 km
- Bereifung: Michelin XZL bzw. Continental in der Dimension 20 × 11" mit Notlaufeigenschaften (runflat)
- Weitere Ausstattung: Servolenkung, Klimaanlage

## Kampfeinsätze
Der Gurkha wird von der Ukraine im Russisch-Ukrainischen Krieg eingesetzt. Laut dem Oryx-Blog ging mit Stand Februar 2025 mindestens ein Fahrzeug verloren.

## Trivia
Im Film Fast & Furious Five (2011) nutzt Agent Hobbs ein LAPV Gurkha als Dienstfahrzeug. Außerdem tritt das Fahrzeug im Film Madagascar 3: Flucht durch Europa (2012) in Erscheinung. Daneben wird es auch in der Fernsehserie Arrow gezeigt.
Im Videospiel Grand Theft Auto V Online basieren die fiktiven Fahrzeuge HVY Insurgent und HVY Insurgent Pickup auf dem Gurkha LAPV.
Außerdem kann man den Gurkha LAPV in den Openworld-Autorennspielen Forza Horizon 3 und Forza Horizon 4 kaufen und tunen.